# Szczekociny

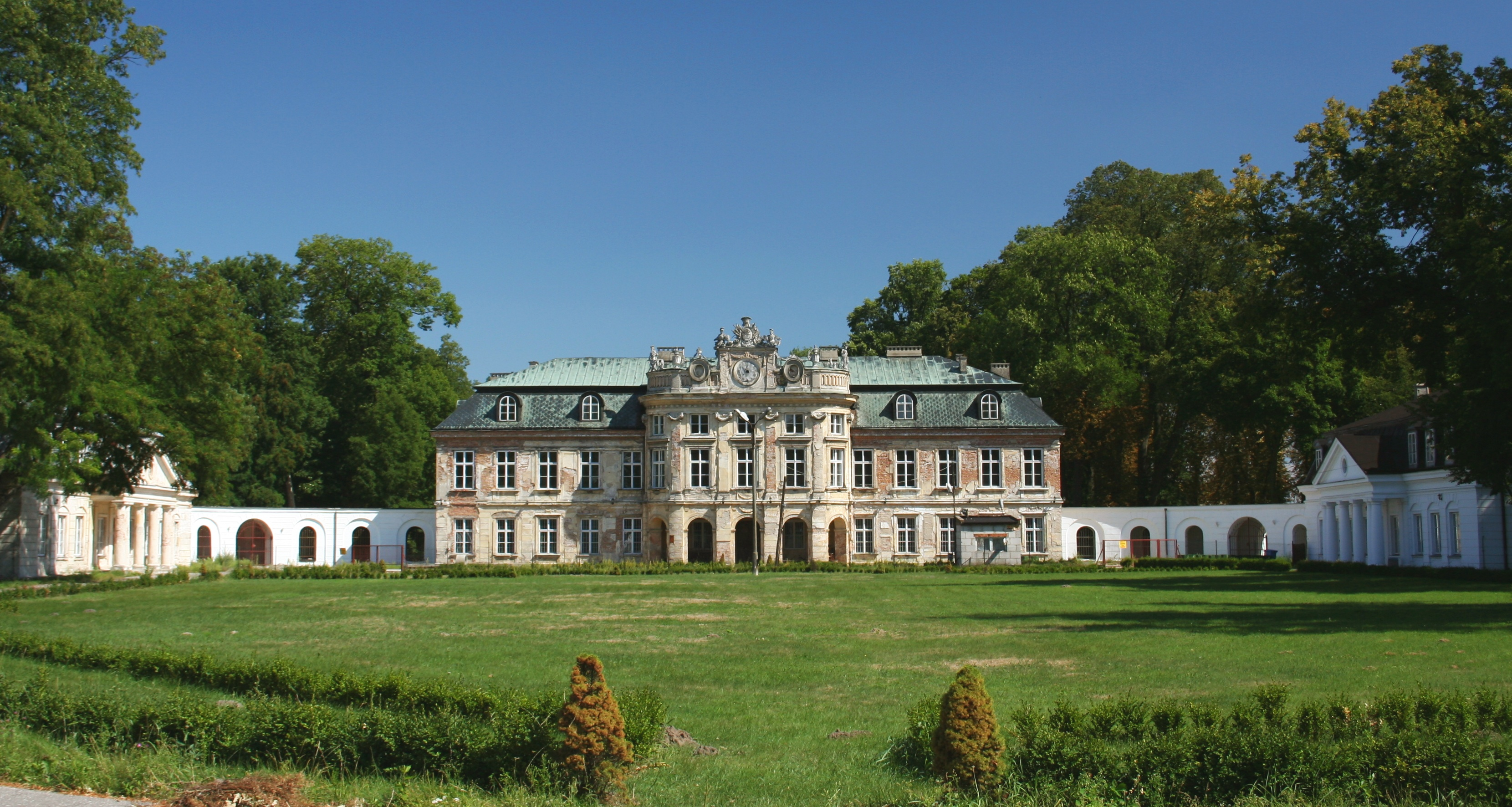
Dembińskipalatset i Szczekociny.

Szczekociny (tyska: Schtschekotzin), är en stad i Schlesiens vojvodskap i södra Polen. Staden hade 4 115 invånare år 2004. Nära där staden idag ligger ägde slaget om Szczekociny rum den 6 juni 1794 under Kościuszko-upproret.
Den 3 mars 2012 ägde en av de värsta tågolyckorna i Polens historia rum nära staden.